# 갈 페이스 그린

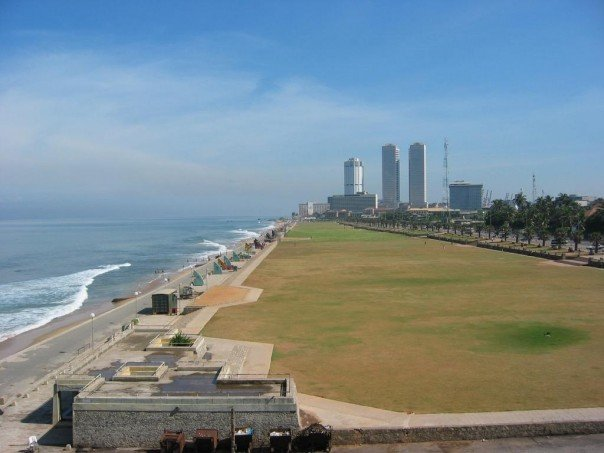
갈 페이스 그린

갈 페이스 그린(싱할라어: ගාලු මුවදොර පිටිය, 타밀어: காலிமுகத் திடல்)은 스리랑카의 금융 및 비즈니스 수도 콜롬보의 중심부에 있는 해안을 따라 500m에 이르는 5ha의 바다 측면 도시 공원이다. 이 산책로는 1859년 주지사 헨리 조지 워드에 의해 처음으로 계획되었지만, 원래 갈 페이스 그린은 오늘날 보는 것보다 훨씬 더 넓은 지역으로 확장되었다. 갈 페이스 그린은 처음에는 경마와 골프 코스로 사용되었지만 크리켓, 폴로, 축구, 테니스, 럭비에도 사용되었다.

## 현재 사용
갈 페이스 그린은 현재 갈 로드와 인도양 사이에 5헥타르의 리본 스트립으로 콜롬보에서 가장 큰 개방 공간이다. 이곳은 어린이, 노점상, 청소년, 연인, 연날리기, 놀이기구, 그리고 탁 트인 하늘 아래 있는 바다 옆에서 자신이 좋아하는 여가를 즐기고 싶은 모든 사람들에게 인기 있는 여행지이다. 토요일과 일요일 저녁, 이 땅은 낮에 여행하는 사람들, 소풍가는 사람들, 요리된 게와 새우, 후추와 소금을 곁들인 망고 조각을 파는 음식 상인들로 붐빈다.  오래된 가구, 손으로 조각한 문, 발코니, 높은 천장 등 다양한 옛 세계의 매력을 지닌 스리랑카에서 가장 오래되고 인기 있는 호텔 중 하나인 특이한 갈 페이스 호텔과 실론 인터컨티넨탈 호텔 두 곳의 큰 호텔이 있다. 또한 매년 2월 4일에 열리는 스리랑카의 국경일 행사 장소로도 사용된다.

## 시위자들의 갈 페이스 그린 점령
갈 페이스 그린은 고타바야 라자팍사 대통령의 사임을 요구하는 2022년 스리랑카 시위 기간 동안 스리랑카 시위자들을 위한 임시 캠프로 전환되었다. 그들은 2022년 4월 9일 갈 페이스 그린을 점령하고 시위 캠프를 세웠다. 캠프는 음식, 물, 화장실, 의료 시설을 포함한 모든 기본적인 요구사항들을 충족하고 있었고 대출이 가능한 도서관이 포함되었다.
블랙 먼데이가 시위대를 공격하는 동안, 갈 페이스 그린의 임시 시위 캠프는 스리랑카 인민전선의 친라자팍사 빨치산들의 공격을 받았으며, 최소 8명의 시위대가 사망하고 100명의 시위대가 부상을 입었다.